# Leiothrix trichopus
Leiothrix trichopus är en gräsväxtart som beskrevs av Silveira. Leiothrix trichopus ingår i släktet Leiothrix och familjen Eriocaulaceae. Inga underarter finns listade i Catalogue of Life.